# Pływanie na Letnich Igrzyskach Olimpijskich 1956
Pływanie na Letnich Igrzyskach Olimpijskich 1956 w Melbourne rozgrywane było w dniach 29 listopada – 7 grudnia. W zawodach wzięło udział 235 pływaków, w tym 99 kobiet i 136 mężczyzn, z 33 krajów. Polskę reprezentowała jedna zawodniczka – Elżbieta Gellner. Na igrzyskach zadebiutowały wyścigi w stylu motylkowym: na 200 m dla mężczyzn i 100 dla kobiet, a w konkurencjach stylu klasycznego powrócono do tradycyjnej żabki. Najwięcej medali zdobył osiągnął reprezentant Australii – Murray Rose, który 3-krotnie stawał na najwyższym stopniu podium. Po raz pierwszy w historii pomiar czasu na starcie rozpoczynał się automatycznie.

## Klasyfikacja medalowa
| Miejsce | Państwo                       | Złoto | Srebro | Brąz | Razem |
| ------- | ----------------------------- | ----- | ------ | ---- | ----- |
| 1.      | Australia                     | 8     | 4      | 2    | 14    |
| 2.      | Stany Zjednoczone             | 2     | 4      | 5    | 11    |
| 3.      | Japonia                       | 1     | 4      | 0    | 5     |
| 4.      | Wielka Brytania               | 1     | 0      | 1    | 2     |
| 4.      | Wspólna Reprezentacja Niemiec | 1     | 0      | 1    | 2     |
| 6.      | Węgry                         | 0     | 1      | 1    | 2     |
| 7.      | ZSRR                          | 0     | 0      | 2    | 2     |
| 8.      | Południowa Afryka             | 0     | 0      | 1    | 1     |
| Razem   | Razem                         | 13    | 13     | 13   | 39    |

## Wyniki
Źródło:

### Mężczyźni
| Konkurencja:                          | Złoto: | Czas    | Srebro: | Czas    | Brąz: | Czas    |
| 100 m stylem dowolnym (szczegóły)     | Jon Henricks · Australia                                                                                    | 55,4    | John Devitt · Australia                                                                                        | 55,8    | Gary Chapman · Australia                                                                                              | 56,7    |
| 400 m stylem dowolnym (szczegóły)     | Murray Rose · Australia                                                                                     | 4:27,3  | Tsuyoshi Yamanaka · Japonia                                                                                    | 4:30,4  | George Breen · Stany Zjednoczone                                                                                      | 4:32,5  |
| 1500 m stylem dowolnym (szczegóły)    | Murray Rose · Australia                                                                                     | 17:58,9 | Tsuyoshi Yamanaka · Japonia                                                                                    | 18:00,3 | George Breen · Stany Zjednoczone                                                                                      | 18:08,2 |
| 100 m stylem grzbietowym (szczegóły)  | David Theile · Australia                                                                                    | 1:02,2  | John Monckton · Australia                                                                                      | 1:03,2  | Frank McKinney · Stany Zjednoczone                                                                                    | 1:04,5  |
| 200 m stylem klasycznym (szczegóły)   | Masaru Furukawa · Japonia                                                                                   | 2:34,7  | Masahiro Yoshimura · Japonia                                                                                   | 2:36,7  | Charis Juniczew · ZSRR                                                                                                | 2:36,8  |
| 200 m stylem motylkowym (szczegóły)   | William Yorzyk · Stany Zjednoczone                                                                          | 2:19,3  | Takashi Ishimoto · Japonia                                                                                     | 2:23,8  | György Tumpek · Węgry                                                                                                 | 2:23,9  |
| 4 × 200 m stylem dowolnym (szczegóły) | Australia · Kevin O’Halloran (2:06,8) · John Devitt (2:06,4) · Murray Rose (2:06,0) · Jon Henricks (2:04,4) | 8:23,6  | Stany Zjednoczone · Dick Hanley (2:08,0) · George Breen (2:07,7) · Bill Woolsey (2:07,0) · Ford Konno (2:08,8) | 8:31,5  | ZSRR · Witalij Sorokin (2:07,5) · Władimir Strużanow (2:11,5) · Giennadij Nikołajew (2:09,0) · Boris Nikitin (2:06,7) | 8:34,7  |

### Kobiety
| Konkurencja:                          | Złoto: | Czas   | Srebro: | Czas   | Brąz: | Czas   |
| 100 m stylem dowolnym (szczegóły)     | Dawn Fraser · Australia                                                                                    | 1:02,0 | Lorraine Crapp · Australia                                                                                         | 1:02,3 | Faith Leech · Australia | 1:05,1 |
| 400 m stylem dowolnym (szczegóły)     | Lorraine Crapp · Australia                                                                                 | 4:54,6 | Dawn Fraser · Australia                                                                                            | 5:02,5 | Sylvia Ruuska · Stany Zjednoczone                                                                                            | 5:07,1 |
| 100 m stylem grzbietowym (szczegóły)  | Judy Grinham · Wielka Brytania                                                                             | 1:12,9 | Carin Cone · Stany Zjednoczone                                                                                     | 1:12,9 | Margaret Edwards · Wielka Brytania                                                                                           | 1:13,1 |
| 200 m stylem klasycznym (szczegóły)   | Ursula Happe · Niemcy                                                                                      | 2:53,1 | Éva Székely · Węgry                                                                                                | 2:54,8 | Eva-Maria Elsen · Niemcy | 2:55,1 |
| 100 m stylem motylkowym (szczegóły)   | Shelley Mann · Stany Zjednoczone                                                                           | 1:11,0 | Nancy Ramey · Stany Zjednoczone                                                                                    | 1:11,9 | Mary Jane Sears · Stany Zjednoczone                                                                                          | 1:14,4 |
| 4 × 100 m stylem dowolnym (szczegóły) | Australia · Dawn Fraser (1:04,0) · Faith Leech (1:05,3) · Sandra Morgan (1:04,7) · Lorraine Crapp (1:03,1) | 4:17,1 | Stany Zjednoczone · Sylvia Ruuska (1:06,3) · Shelley Mann (1:03,9) · Nancy Simons (1:04,6) · Joan Rosazza (1:04,4) | 4:19,2 | Południowa Afryka · Natalie Myburgh (1:07,7) · Susan Roberts (1:05,3) · Moira Abernethy (1:08,0) · Jeanette Myburgh (1:04,7) | 4:25,7 |